# François Lalonde
François Lalonde (* 17. September 1955) ist ein kanadischer Mathematiker, der sich mit Symplektischer Geometrie und symplektischer Topologie befasst.

## Leben
Lalonde erhielt 1976 seinen Bachelor-Abschluss in Physik an der Universität Montreal und 1979 seinen Master-Abschluss in theoretischer Informatik in Montreal. 1985 wurde er in Mathematik an der Universität Paris-Süd in Orsay promoviert und war danach NSERC Research Fellow. 1991 bis 2001 war er Professor an der Université du Québec à Montréal und seit 2001 ist er Professor an der Universität Montreal auf einem Canada Research Chair in symplektischer Topologie.
Er war unter anderem Gastprofessor an der Ecole Normale Superieure in Lyon, an der Stanford University und Gastwissenschaftler am IHES (1983 bis 1985), an der Harvard University (1989–1990), an der Universität Straßburg, der École polytechnique, der Universität Tel Aviv und der Universität in Aix-Marseille.
Mit Octav Cornea entwickelte er einen Zugang zur Floer-Theorie über Cluster-Homologie. Er arbeitete auch mit Dusa McDuff zusammen.
2001 wurde er Fellow des Fields Institute. 2000 bis 2001 war er Killam Fellow. 2004 bis 2008 und 2011 bis 2013 ist er Direktor des Centre de Recherches Mathématiques (CRM) in Montreal.
2006 war er Invited Speaker auf dem Internationalen Mathematikerkongress in Madrid (Lagrangian submanifolds: from the local model to the cluster complex).

## Schriften
- New trends in symplectic geometry. In: C.R. Math. Rep. Acad. Sci. Canada, New Series, Band 19, 1997, S. 33–50
- mit Dusa McDuff, Leonid Polterovich: Topological rigidity of Hamiltonian loops and quantum homology. In: Inventiones Mathematicae, Band 135, 1999, S. 369–385
- mit McDuff: The geometry of symplectic energy. In: Annals of Mathematics, Band 141, 1995, S. 349–371
- mit McDuff: Hofer’s {\displaystyle L^{\infty }}-geometry: energy and stability of Hamiltonian flows. In: Inventiones Mathematicae, Band 122, 1995, Teil 1,2, S. 1–34, 35–69
- mit McDuff: J-holomorphic curves and the classification of rational and ruled symplectic 4-manifolds. In: C. B. Thomas (Hrsg.): Symplectic and Contact Geometry. Cambridge University Press 1996
- Energy and capacities in symplectic topology. In: W.H. Kazez (Hrsg.): Geometric Topology. Studies in Advanced Mathematics, American Mathematical Society/International Press. Band 2. 1997, S. 328–374
- mit McDuff: Local Non-Squeezing Theorems and Stability. In: Geometric and Functional Analysis, Band 5, 1995, S. 364 (Gromov-Volume)
- mit Michèle Audin, L. Polterovich: Symplectic rigidity: Lagrangian submanifolds. In: M. Audin, J. Lafontaine (Hrsg.): Holomorphic Curves in Symplectic Geometry (Progress in Mathematics, Band 117). 1995, S. 271–322

als Herausgeber:
- mit Miguel Abreu, Leonid Polterovich (Hrsg.): New Perspectives and Challenges in Symplectic Field Theory. In: The CRM Proceedings and Lecture Notes, 49, 342 (2009)
- mit Paul Biran, O. Cornea (Hrsg.): Morse theoretical methods in symplectic topology and non-linear analysis. In: Proceedings of the NATO Advanced Study Institute (Montréal, 2004). Kluwer Academic Publishers, Dordrecht (2005)
- mit Y. Eliashberg, Boris Khesin (Hrsg.): Symplectic and Contact Topology: Interactions and Perspectives. In: Proceedings of the workshop on Symplectic topology and higher dimensional Gauge invariants (held at the Fields Institute in March-April 2001), Fields Institute Communications 35, AMS (2003)
- als Herausgeber: Proceedings of the CRM Workshop on Geometry, Topology and Dynamics (Montréal 1995). In: CRM Proceedings and Lecture Notes, 15, AMS (1998)
- mit Jacques Hurtubise (Hrsg.): Gauge Theory and Symplectic Geometry. In: Proceedings of the NATO Summer Advanced Institute on Gauge Theory and Symplectic Geometry (Montréal 1995)., Kluwer Academic Publishers, Dordrecht (1997) (darin von Lalonde: J-curves and symplectic invariants)